# Красногорское (сельское поселение, Удмуртия)
Красногорское сельское поселение — упразднённое муниципальное образование со статусом сельского поселения в Красногорском районе Удмуртии Российской Федерации.
Административный центр — село Красногорское.
Законом Удмуртской Республики от 30.04.2021 № 39-РЗ к 23 мая 2021 года упразднено в связи с преобразованием муниципального района в муниципальный округ.

## История
Статус и границы сельского поселения установлены законом Удмуртской Республики от 28 января 2005 года № 2-РЗ «Об установлении границ муниципальных образований и наделении соответствующим статусом муниципальных образований на территории Красногорского района Удмуртской Республики».

## Галерея

Панорамный вид на село Красногорское

## Население
| 2010  | 2012  | 2013  | 2014  | 2015  | 2016  | 2017  |
| ----- | ----- | ----- | ----- | ----- | ----- | ----- |
| 4694  | ↘4564 | ↘4508 | ↘4367 | ↗4370 | ↘4338 | ↘4317 |
| 2018  | 2019  | 2020  | 2021  |       |       |       |
| ↘4315 | ↘4284 | ↘4265 | ↘4041 |       |       |       |

## Состав сельского поселения
| № | Населённый пункт | Тип населённого пункта       | Население |
| - | ---------------- | ---------------------------- | --------- |
| 1 | Багыр            | деревня                      | ↘213      |
| 2 | Касаткино        | деревня                      | ↗6        |
| 3 | Котомка          | деревня                      | ↘13       |
| 4 | Красногорское    | село, административный центр | ↘3855     |
| 5 | Ново-Кычино      | деревня                      | ↗30       |